# Born to Make You Happy
Born to Make You Happy is de vierde single van popzangeres Britney Spears, afkomstig van haar debuutalbum ...Baby One More Time. Het nummer werd niet uitgebracht in de Verenigde Staten. In plaats daarvan werd "From the Bottom of My Broken Heart" uitgebracht. De single werd Britneys vierde Alarmschijf en stond twaalf weken in de Nederlandse Top 40, met nummer vier als hoogste positie. Op deze positie verbleef het nummer drie weken.
Het nummer is geschreven door Andreas Carlsson en Kristian Lundin en door de laatste geproduceerd. In de ballad herinnert Spears zich een verhouding die zij wilde verbeteren, niet helemaal begrijpend wat verkeerd ging aangezien zij zich realiseert dat zij "geboren was om jou gelukkig te maken".

## Muziekvideo
De videoclip voor "Born to Make You Happy" werd geproduceerd door Billie Woodruff. De clip werd opgenomen in Los Angeles en begint met een scène waarin Spears slapend te zien is. Wij zien dat zij in haar droom in een futuristische ruimte met verschillende niveaus zit. Na dit deel van de video staat Britney boven op een flatgebouw, dansend op de rode bovenkant van de flat in een zwarte rok. In het laatste deel van de droom komt de liefde van haar leven en zien wij het paar een kussengevecht houden, net voordat de video afloopt.

## Remixes/officiële versies
- Albumversie (04'05)
- Radioversie (03'40)
- Bonusremix (03'40)

| Born to Make You Happy in de Nederlandse Top 40 - binnen 11 december 1999 | Born to Make You Happy in de Nederlandse Top 40 - binnen 11 december 1999 | Born to Make You Happy in de Nederlandse Top 40 - binnen 11 december 1999 | Born to Make You Happy in de Nederlandse Top 40 - binnen 11 december 1999 | Born to Make You Happy in de Nederlandse Top 40 - binnen 11 december 1999 | Born to Make You Happy in de Nederlandse Top 40 - binnen 11 december 1999 | Born to Make You Happy in de Nederlandse Top 40 - binnen 11 december 1999 | Born to Make You Happy in de Nederlandse Top 40 - binnen 11 december 1999 | Born to Make You Happy in de Nederlandse Top 40 - binnen 11 december 1999 | Born to Make You Happy in de Nederlandse Top 40 - binnen 11 december 1999 | Born to Make You Happy in de Nederlandse Top 40 - binnen 11 december 1999 | Born to Make You Happy in de Nederlandse Top 40 - binnen 11 december 1999 | Born to Make You Happy in de Nederlandse Top 40 - binnen 11 december 1999 | Born to Make You Happy in de Nederlandse Top 40 - binnen 11 december 1999 |
| Week                                                                      | 1                                                                         | 2                                                                         | 3                                                                         | 4                                                                         | 5                                                                         | 6                                                                         | 7                                                                         | 8                                                                         | 9                                                                         | 10                                                                        | 11                                                                        | 12                                                                        |                                                                           |
| ------------------------------------------------------------------------- | ------------------------------------------------------------------------- | ------------------------------------------------------------------------- | ------------------------------------------------------------------------- | ------------------------------------------------------------------------- | ------------------------------------------------------------------------- | ------------------------------------------------------------------------- | ------------------------------------------------------------------------- | ------------------------------------------------------------------------- | ------------------------------------------------------------------------- | ------------------------------------------------------------------------- | ------------------------------------------------------------------------- | ------------------------------------------------------------------------- | ------------------------------------------------------------------------- |
| Nummer                                                                    | 26                                                                        | 11                                                                        | 9                                                                         | 4                                                                         | 4                                                                         | 4                                                                         | 6                                                                         | 9                                                                         | 14                                                                        | 19                                                                        | 26                                                                        | 38                                                                        | uit                                                                       |